# Parafia św. Michała Archanioła w Woźnikach
Parafia pw. św. Michała Archanioła w Woźnikach – rzymskokatolicka parafia należąca do dekanatu bielskiego, diecezji płockiej, metropolii warszawskiej. Erygowana w XIV wieku.